# Igor Kolomoiski
Igor Kolomoiski este un influent om de afaceri din Ucraina, în prezent (ianuarie 2010) fiind cel mai important acționar al PrivatBank, una dintre cele mai mari instițutii bancare din Ucraina.
În plus, începând cu anul 2003, este acționar și membru în board-ul Ukrnafta, cea mai importantă companie de petrol și gaze naturale din această țară, cu o capitalizare de piață de 3,6 miliarde dolari.
În ianuarie 2010, a cumpărat posturile de televiziune din Ucraina, Studio 1+1 și Kino de la Central European Media Enterprises (CME), pentru suma de 300 milioane dolari.